# World Series 1949
Le World Series 1949 sono state la 46ª edizione della serie di finale della Major League Baseball al meglio delle sette partite tra i campioni della National League (NL) 1949, i Brooklyn Dodgers e quelli della American League (AL), i New York Yankees. A vincere il loro dodicesimo titolo furono gli Yankees per quattro gare a una.
Questo fu il primo di una serie record di cinque trionfi consecutivi per gli Yankees e il primo di 14 pennant della AL in 16 anni (1949–1964, tranne le stagioni 1954 e 1959). Entrambe le squadre avevano terminato la stagione regolare con lo stesso record e avevano vinto le rispettive leghe con una gara di vantaggio.

## Sommario
New York ha vinto la serie, 4-1.
| Gara | Data      | Risultato                                   | Stadio         | Tempo | Pubblico |
| ---- | --------- | ------------------------------------------- | -------------- | ----- | -------- |
| 1    | 5 ottobre | Brooklyn Dodgers – 0, New York Yankees – 1  | Yankee Stadium | 2:24  | 66.224   |
| 2    | 6 ottobre | Brooklyn Dodgers – 1, New York Yankees – 0  | Yankee Stadium | 2:30  | 70.053   |
| 3    | 7 ottobre | New York Yankees – 4, Brooklyn Dodgers – 3  | Ebbets Field   | 2:30  | 32.788   |
| 4    | 8 ottobre | New York Yankees – 6, Brooklyn Dodgers – 4  | Ebbets Field   | 2:42  | 33.934   |
| 5    | 9 ottobre | New York Yankees – 10, Brooklyn Dodgers – 6 | Ebbets Field   | 3:04  | 33.711   |

## Hall of Famer coinvolti
- Umpire: Cal Hubbard
- Yankees: Casey Stengel (man.), Yogi Berra, Joe DiMaggio, Johnny Mize, Phil Rizzuto
- Dodgers: Roy Campanella, Duke Snider, Pee Wee Reese, Jackie Robinson